# てこ結び

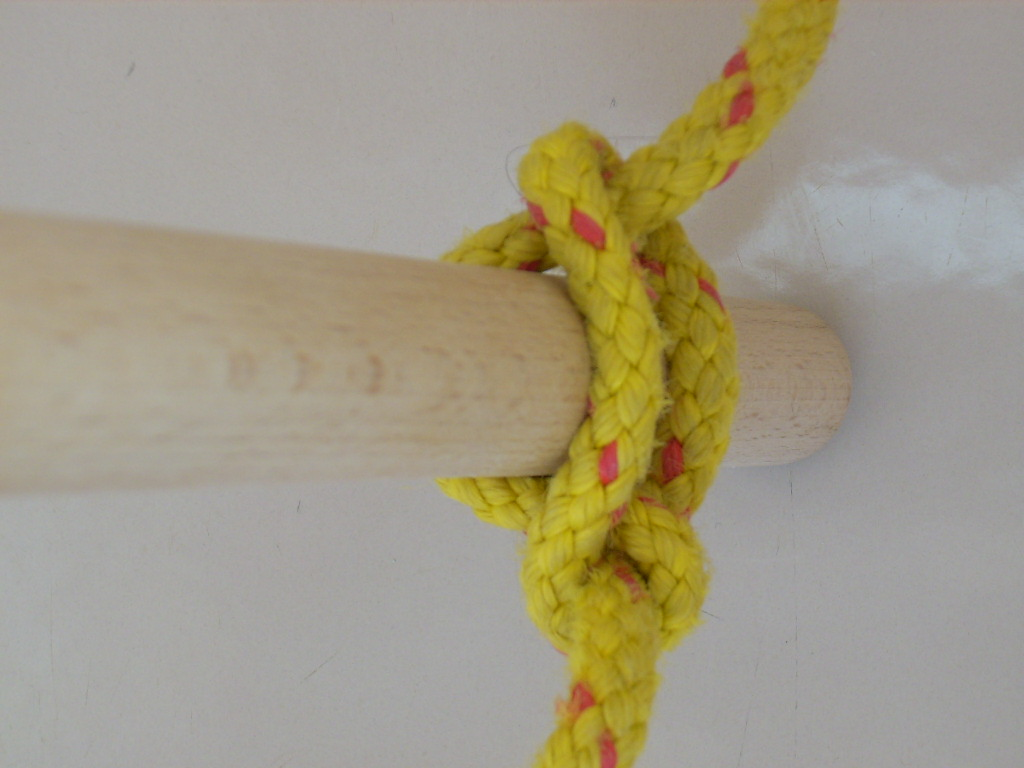
てこ結び

てこ結び（てこむすび）は、ロープや紐を芯に縛りつける結び（ヒッチ）のひとつ。英語ではマーリン・スパイク・ヒッチ（Marlinespike hitch）またはボート・ノット（Boat knot）という。
マーリン・スパイクとは濡れて解きにくくなったロープの結び目を解くのに使う錐状の道具。スパイキー（Spiky）とも呼ばれる。マーリン・スパイクに対してよく使われることからこの名が付いた。

## 結び方
てこ結びは、引き解け止め結びの引き解けのループの部分に芯が入った構造となっている。そのため芯が比較的小さく動かしやすい場合は、以下のように止め結びの一部分に芯をひっかけて引き込むことによって簡単に結ぶことができ（下図参照）、この場合は動端を使わずに結んだことになる。
このほか、芯に対してロープを掛けたうえでロープ自身に1回巻きを施し、続いてはじめに芯に回したロープの一部をねじってループをつくり、そこに動端を通して結ぶ方法もある。
下の写真はマーリン・スパイクに結んでいる。

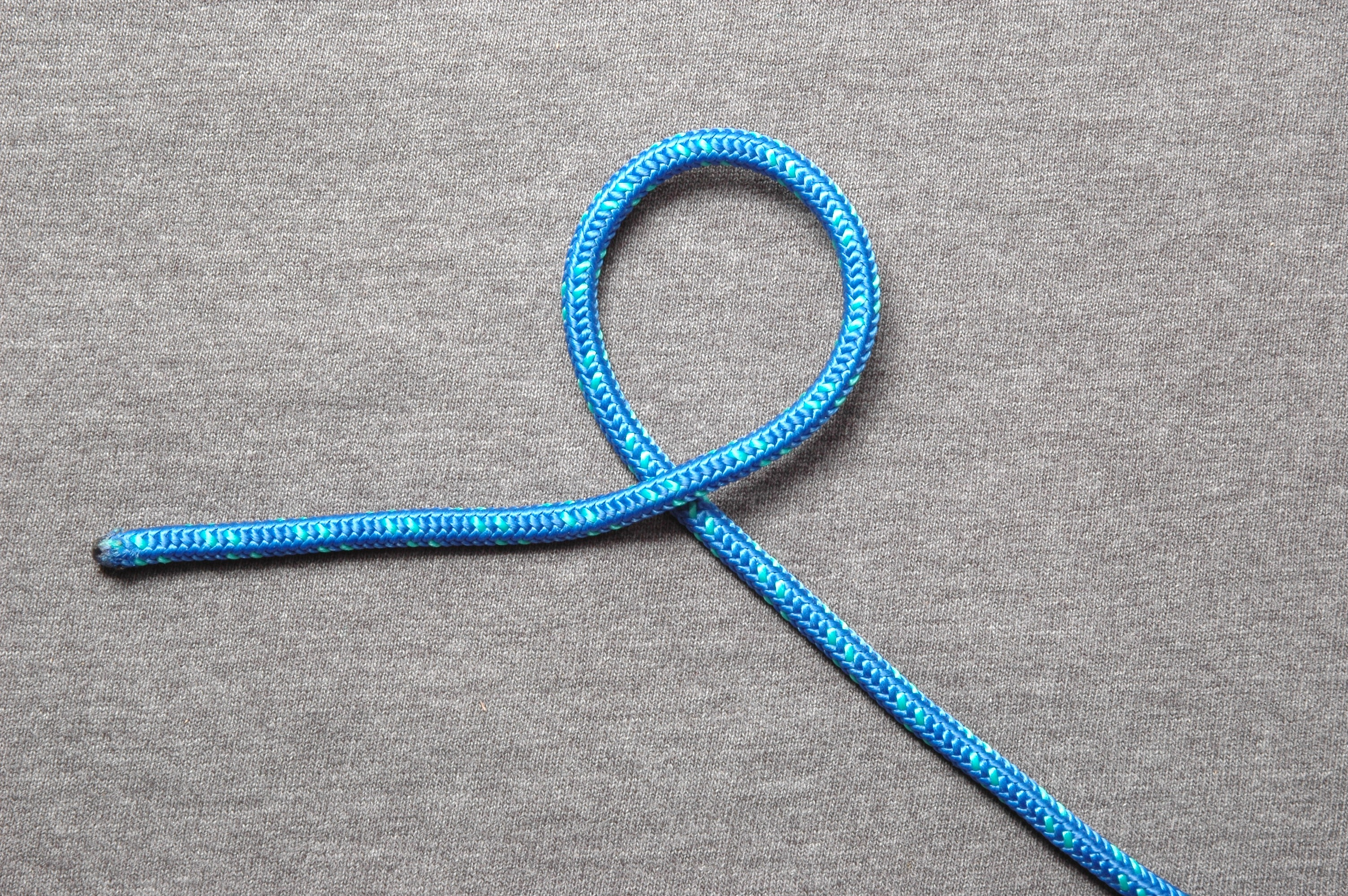
ステップ1
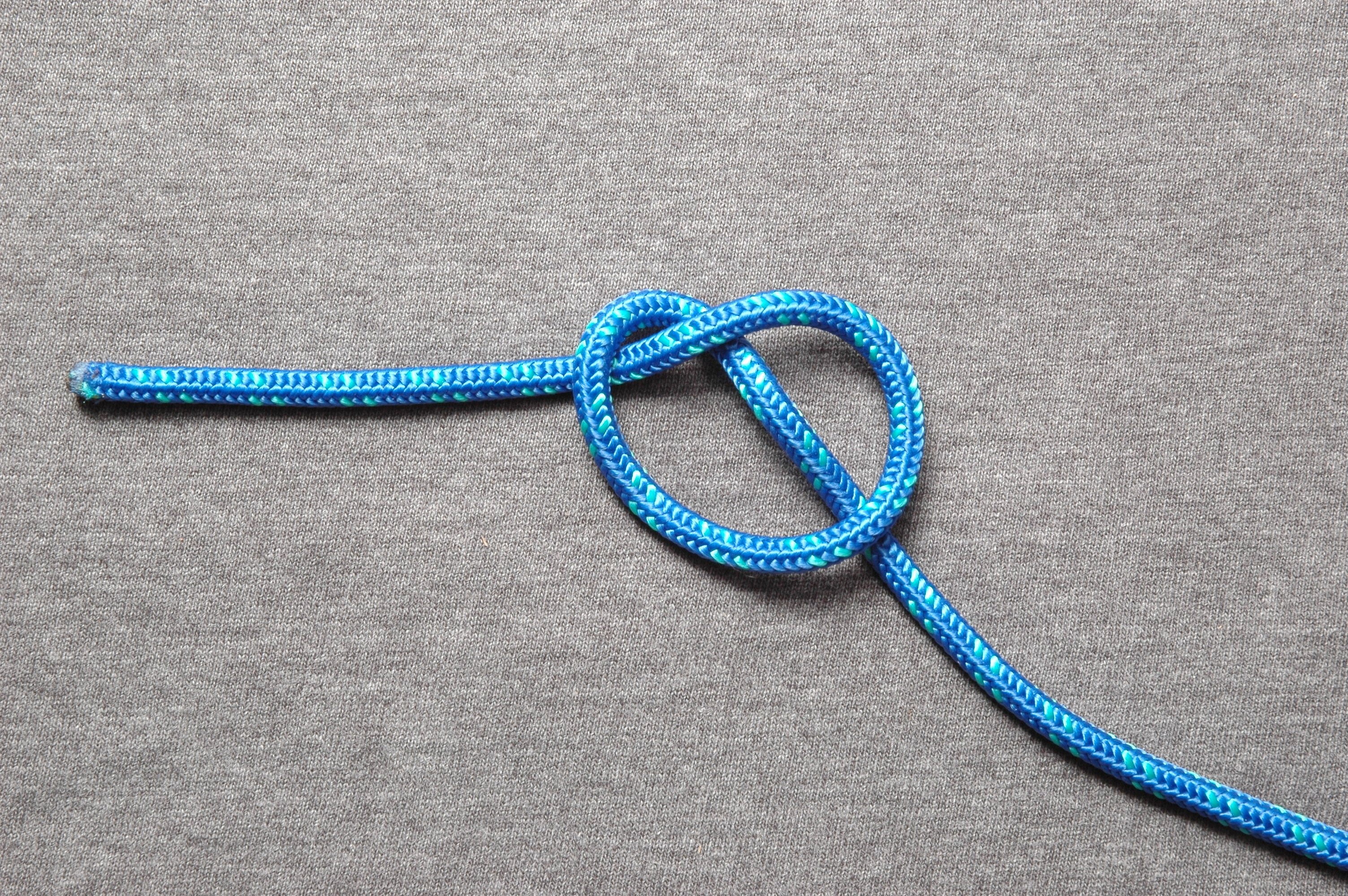
ステップ2
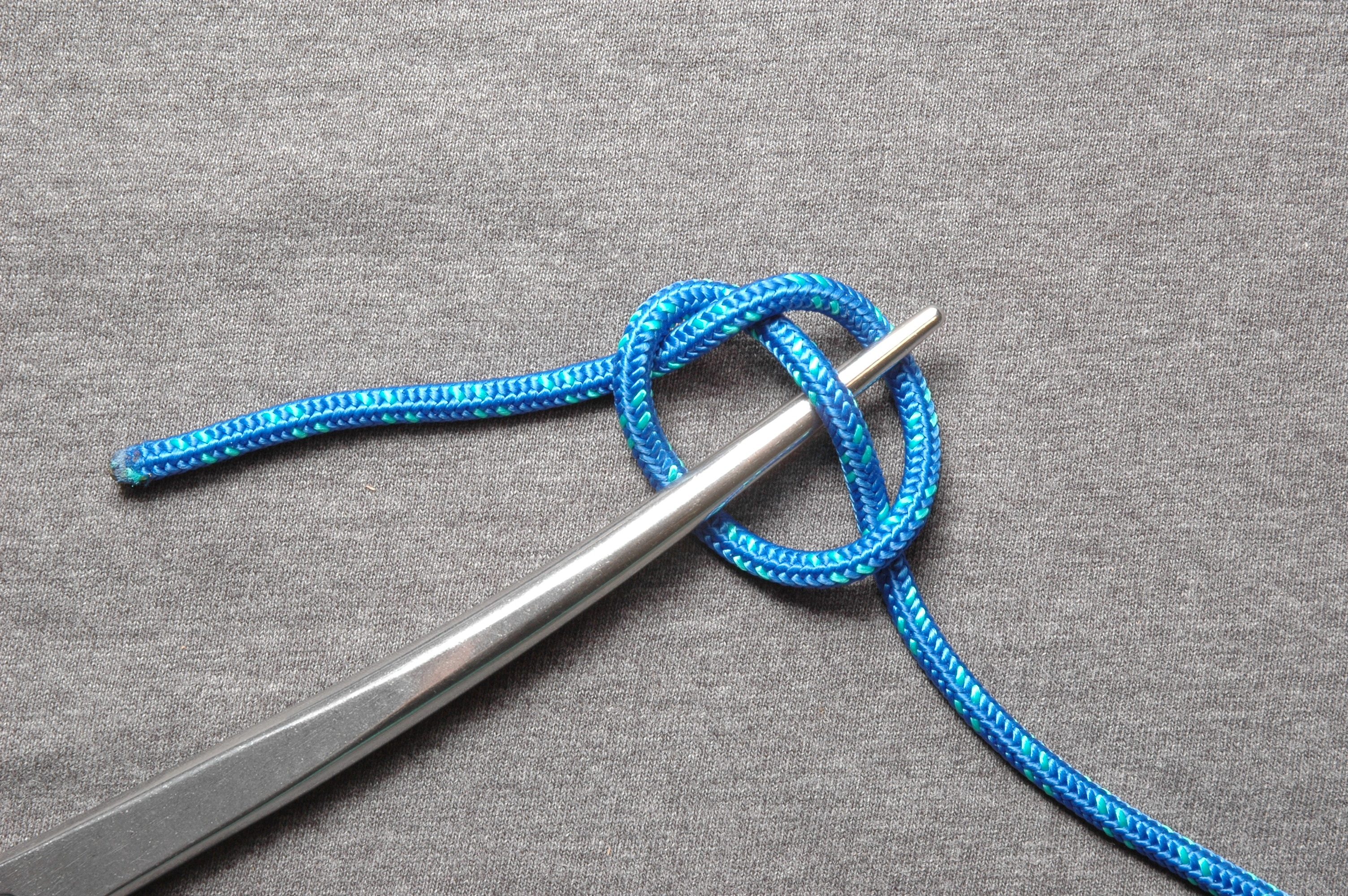
ステップ3
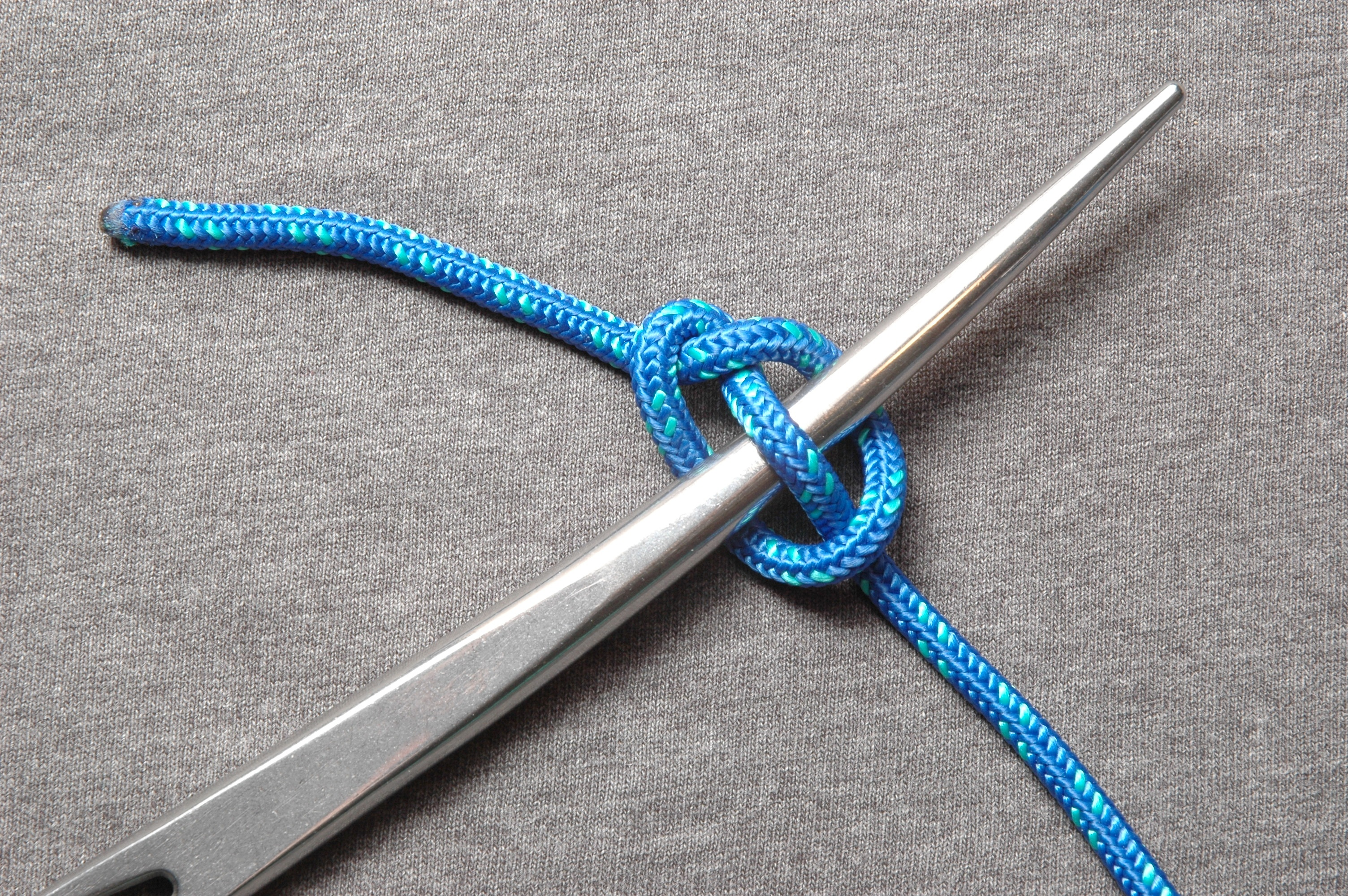
ステップ4

## 用途
てこ結びは、丸太とロープで梯子や柵をつくるのに使ったり、船舶の係留やテントの張り網の固定に用いられる。
てこ結びを使って物を上げ下げしたりするときは、芯とする物体の重心付近に結ぶようにする。

## 関連する結び目
もやい結び
ロープ自身を芯としててこ結びを施すともやい結びとなる。